# II. Geláz pápa
II. Geláz   (Gaeta, 1060/1064 körül – Clunyi apátság, 1119. január 29.) néven lépett fel Szent Péter trónjára a történelem 161. pápája. Eredeti nevén Giovanni Coniulo avagy Giovanni Caetani több egyházi krónikás szerint az egyik legzaklatottabb pontifikátust tudhatta maga mögött. Geláz pápa uralma mindössze öt nappal tartott tovább egy esztendőnél, mégis ezalatt az idő alatt többször került szembe V. Henrik, német-római császárral, mint elődje. Az invesztitúra kérdésében vívott háború egyik legádázabb évében Geláz mégis méltón őrizte a reformok eredményeit.

## Gaetától Gaetáig

### Korai évei
Latiumban született Gaeta városának egyik legelőkelőbb nemesi családjában. Már igen fiatalon érett gondolkodásával tűnt ki társai közül, ezért nem volt meglepő szülei számára, hogy tizenévesen önálló döntéseként belépett a Monte Cassino-i kolostor szerzetesei közé. A bencések hamar megtanították a Biblia értelmezésére és sok egyéb tudományra is. A kis Giovanni pedig kiválóan fejlődött az ősi kolostor falai között. Hamarosan Monte Cassino egyik legtiszteltebb szerzetese lett, akire a pápai udvar is felfigyelt.

### A reformok kancellárja
II. Orbán pápa vette elsőként maga mellé, és 1089-ben kinevezte őt kancellárjának, és bíborossá nevezte ki. Giovanni komolyan vette feladatát, és a reformokat hirdető Orbán mellett jelentős változtatásokat hajtott végre a pápai udvarban. Gyakorlatilag a II. Orbán nevéhez kötődő egyházi szervezeti reform Giovanni bíboros munkája volt. Az ő fejében született meg a közel ezer éven át kisebb változtatásokkal fennmaradt egyházi kúria, a Vatikán hivatali rendszere.

Legfontosabb döntése az volt, hogy létrehozott egy elit, állandó hivatalnoki gárdát a pápai udvarban, és szakított a korábbi hagyományokkal, miszerint római írnokokat alkalmaztak, akiknek hitelességével és hűségével gyakran probléma volt. Másodsorban a kancellári méltóságot bíborosi ranghoz kötötte, és hivatali idejét halálig vagy pápává választásig fenntartotta. Ezen felül gondja volt az egyházi jövedelmek hatékony beszedésére is. II. Orbán sikerének egyik fő záloga Giovanni bíboros munkája lett.

### Trón és tömlöc
Legfőbb támogatójának, Orbánnak a halála után hasonló lelkesedéssel szolgálta II. Paszkált is. A pápa legfőbb tanácsadója lett, vele együtt raboskodott a Lateránban, és védelmére sietett, amikor V. Henrik kivonulása után gyengeséggel vádolták meg a pápát. Paszkál halála után azonban az idős Giovanni gondolni sem mert volna arra, hogy a klérus őt választja meg egyházfőnek.

A bíborosok kollégiuma már Paszkál pápa viharos pontifikátusának utolsó napján összeült, és titokban egy bencés kolostorban választották meg az új pápát a Palatinus oldalában. Erre azért volt szükség, mert mindenki tudta, hogy V. Henrik császár éberen figyel, és a római nemességgel lepaktálva végre saját választottját akarta a pápai trónon látni. A választók 1118. január 24-én üzentek Giovanniért Monte Cassinoba, miszerint ő a katolikus anyaszentegyház vezetője. A kollégium nem fogadta el Giovanni tiltakozását és ellenkezését, és egyöntetűen megválasztották pápának. A hírek szárnyra keltek Rómában, és a császárpárti nemesek azonnal fegyvert ragadtak, és Cenzio Frangipani vezetésével betörtek a kolostorba. Cenzio torkon ragadta a megválasztott pápát, a földre vetette és sarkantyús csizmájával megrúgta. Ezek után a krónikák szerint hajánál fogva szomszédos várának börtönébe vetette Giovannit. A rómaiak azonban a pápa mellett álltak, és hamarosan óriási tömeg vette körül a Frangipani-várat, amely a pápa szabadon bocsátását követelte. A vár ura megijedt a tömegtől, és elengedte Giovannit, aki az ünneplő tömeg előtt II. Geláz néven mutatkozott be. A bíborosok és a tömeg a Lateránig kísérte Gelázt, ahol trónra emelték.
A siker azonban nem tartott sokáig. Március 2-án V. Henrik az örök városba érkezett. Amikor a császár meghallotta a római történéseket, azonnal Lombardiában hagyta seregét, és a szent város császárpárti nemeseinek buzdítására Rómába utazott. A titokban megválasztott Geláz és udvara még aznap este elmenekült a városból. A krónikák leírása szerint éjjel Geláz és udvara két gályára szállt és a Tiberisen hajózva hagyta el a várost. A gályák útját nemcsak a viharos szél gátolta, hanem a császárpártiak is, akik a partról nyíl- és kőzáport ontottak az egyházfő hajójára. A kalandos indulás után másnap végre a szövetséges normannok kezén lévő Gaeta városába érkezett meg a pápa. A biztonságos városban végre sort keríthettek Geláz pappá, majd másnap püspökké szentelésére. A Lateránhoz kötött trónra lépéssel együtt tehát március 9-én vált formálisan is a katolikus egyház fejévé.

## Ellenpápa
A pápa tehát kicsúszott Henrik kezéből, de a császár bosszút fogadott a klérus, a reformok és Geláz ellen. A korabeli történetírók leírása szerint a szenilis és idős Burdinust, a portugáliai Braga érsekét ismerte el egyházfőnek, és a Szent Péter-bazilikában minden formális szertartást megtartottak. Burdinus VIII. Gergely néven kezdte meg uralkodását. Mindazonáltal Gergelynek igen kevés támogatója volt a császár közvetlen hívein kívül. Gaetában Geláz zsinatot hívott össze, amelyen egyházi átokkal sújtotta Henriket és VIII. Gergelyt is.

Március utolsó hetében Henrik visszatért seregéhez, így Geláznak alkalma nyílt visszatérni a szent városba. A normann seregek oltalma alatt ez sikerült is neki, de hamarosan újra menekülni kényszerült. A császár hívei Rómában igen befolyásosak voltak, főként a Frangipani család, akiknek vezetésével megtámadták a pápát, miközben misét celebrált a San Prassede-templomban. Ezután Geláz úgy döntött, nem várja meg a háború kirobbanását, és elhagyta a várost. Ezúttal Franciaországba menekült. A pápa útközben felszentelte Pisa márványkatedrálisát, és Genovában is megáldott egy templomot. A francia uralkodó, VI. Lajos és a francia nép kitörő örömmel és mély hódolattal fogadta az egyházfőt. A király befolyásos államminisztere, Suger apát a clunyi kolostorban biztosított helyet az idős pápának. Geláz a reformok bölcsőjének számító bencés kolostor falai között tervezte a reimsi zsinat összehívását, amely a reformok megerősítését szolgálta volna, de Geláz 1119. január 29-én Clunyben váratlanul meghalt.

## Művei
- Documenta Catholica Omnia (latin nyelven). (Hozzáférés: 2011. december 6.)